# Eucyclopera ducei
Eucyclopera ducei là một loài bướm đêm thuộc phân họ Arctiinae, họ Erebidae.